# Квінкана
Квінкана (лат. Quinkana) — вимерлий рід сухопутних крокодилів, представники якого мешкали в Австралії в неогені. Квінкани з'явилися близько 24 млн. років тому, і вимерли близько 40 000 років тому. Під час свого існування квінкани стали одними з найголовніших хижаків Австралії. Слово «квінкана» походить від назви цієї тварини у фольклорі аборигенів Австралії  — «куінканс».

## Види
- Quinkana fortirostrum — Квінсленд, пліоцен и плейстоцен[2].
- Quinkana babarra — Квінсленд, початок пліоцену.
- Quinkana timara — Північна територія, середина міоцену.
- Quinkana meboldi — Квінсленд, кінець олігоцену.

## Зовнішній вигляд
Квінканам, як і всім сухопутним крокодилам, було властиво пряме положення кінцівок, яке дозволяло їм швидко переслідувати здобич. Також, у них були зуби, що відрізняються від зубів водних крокодилів. 
Найдавніші представники роду, Q. timara і Q. meboldi, були завдовжки 2 метри. Проте пізніший Q. fortirostrum досягав вже 5 м завдовжки.

## Історія вивчення
Перше вказівку на останки квінкан дав Plane (1967). Hecht і Archer (1977) описують два фрагмента верхньої щелепи — перший з Південної Австралії, другий з Квінсленду, і відносять їх до невідомих себекозухіїв. Тим часом Molnar (1977), (1978a) і (1978b), що працював з багатшим палеонтологічними матеріалом з північного Квінсленду, відніс цих тварин в окремий рід. На жаль, перший примірник останків був загублений. Види роду квінкана спочатку були відомі з відкладень пліоцену і плейстоцену Квінсленда, але за кілька років були знайдені рештки і в ранніших відкладеннях.

## Споріднені роди
Рід Quinkana відносився до підродини Mekosuchinae. Інші роди, що входили в це підродини: Australosuchus, Baru, Kambara, Mekosuchus, Pallimnarchus, Trilophosuchus, Volia.
.

## Ресурси Інтернету
- Willis, P.M.A.; Mackness, B. (1996). Quinkana babarra, a new species of ziphodont mekosuchine crocodile from the early Pliocene Bluff Downs Local Fauna, Northern Australia, with a revision of the genus. Proceedings and Journal of the Linnean Society of New South Wales. 116: 143—151.